# Wahlen zum Senat der Vereinigten Staaten 2022
Bei den Wahlen zum Senat der Vereinigten Staaten 2022 wurde am 8. November 2022 über die Zusammensetzung der oberen Kammer des Kongresses der Vereinigten Staaten abgestimmt. Die Senatswahl fand gleichzeitig mit weiteren Wahlen in den Vereinigten Staaten statt, darunter den Repräsentantenhauswahlen, den Gouverneurswahlen und den Staatsparlamentswahlen. Dabei standen insgesamt 35 der 100 Senatssitze zur Wahl (davon 34 regulär von der Klasse III sowie eine Sonderwahl in Oklahoma). Von diesen 35 Sitzen wurden zuvor 14 von Demokraten und 21 von Republikanern gehalten. Die Senatoren wurden durch Direktwahl auf sechs Jahre von den Wahlberechtigten des jeweiligen Bundesstaates, den sie im Senat der Vereinigten Staaten repräsentieren, gewählt. Die gewählten Senatoren bilden einen Teil des neuen 118. Kongresses.
Bei der letzten regulären Wahl der Senatoren der Klasse III im Jahr 2016 konnten die Republikaner trotz eines Verlust von zwei Mandaten die Mehrheit vor den Demokraten verteidigen. Bei der darauffolgenden Wahl der Senatoren der Klasse I – im Jahr 2018 – konnten die Republikaner ihre Mehrheit wieder ausbauen. Bei der letzten Wahl der Senatoren der Klasse II – im Jahr 2020 – konnten die Demokraten drei Mandate hinzugewinnen. Durch den Gewinn der Präsidentschaftswahl 2020 stellten die Demokraten seit dem 20. Januar 2021 bei einer Sitzverteilung von 50-50 (unter Einbeziehung der 2 parteilosen Senatoren) mit Vizepräsidentin Kamala Harris als entscheidende Stimme bei Gleichstand die Mehrheit im Senat.
Am 12. November 2022 wurde klar, dass die Demokraten die Kontrolle im Senat behalten werden, da sie Pennsylvania von den Republikanern hinzugewinnen konnten und die demokratischen Amtsinhaber in Arizona und Nevada wiedergewählt wurden. Am 6. Dezember wurde auch Senator Raphael Warnock bei der in Georgia notwendig gewordenen Stichwahl wiedergewählt. Somit hatten die Demokraten mit 51 von 100 Sitzen zunächst eine eigene Mehrheit und waren nicht mehr auf die Stimme der US-Vizepräsidentin Kamala Harris angewiesen. Die Abgeordnete des Senats der Vereinigten Staaten, Kyrsten Sinema, hat jedoch die Demokratische Partei am 9. Dezember 2022 verlassen; sie gehört somit fortan als parteilose Unabhängige dem Gremium an. Damit halten die Demokraten inkl. der 2 Unabhängigen Angus King und Bernie Sanders zu Beginn der neuen Legislaturperiode im Januar 2023 nur noch 50 der 100 Sitze, obwohl Sinema angekündigt hat bei einzelnen Themen weiterhin mit den Demokraten zu stimmen. Dies würde bedeuten, dass die Demokraten bei diversen Abstimmungen weiterhin auf die Stimme von Kamala Harris angewiesen wären.
Nach der Wahl verteidigte Mitch McConnell seine Funktion als Minderheitsführer im Senat gegen den von Donald Trump unterstützten Gegenkandidaten, Senator Rick Scott.

## Ausgangslage

Situation vor den Senatswahlen:
Anmerkung: 2 Wahlen in Oklahoma

### Einschätzungen zur Hauptwahl
Von politischen Experten wurde vor der Wahl davon ausgegangen, dass 12 der 35 Sitze als (potentiell) umkämpft gelten (Umfragevorsprung im Durchschnitt weniger als 10 Prozent):
Arizona, Florida, Georgia, Indiana, Iowa, Nevada, New Hampshire, North Carolina, Ohio, Pennsylvania, Washington und Wisconsin.
10 von den 12 galten als sehr knapp (Umfragevorsprung im Durchschnitt weniger als 5 Prozent): AZ, GA, IN, NH, NV, NC, OH, PA, WA und WI.
Indiana wurde von diversen Prognose-Seiten als „zu den Republikanern tendierend“ bzw. „stark republikanisch“ eingestuft, obwohl die Umfragen ein knappes Rennen zeigten.
Da bei Halbzeitwahlen für gewöhnlich die Partei des amtierenden Präsidenten verliert, rechneten viele Beobachter mit einer demokratischen Niederlage und Sitzgewinnen der Republikaner. Aufgrund des Urteils des Obersten Gerichtshofs zu Schwangerschaftsabbrüchen haben sich die Umfragen während des Sommers aber zugunsten der Demokraten geändert, deren Wähler durch das Urteil motivierter waren. Lagen die Republikaner in den Umfragen im Frühjahr noch vorne, war das Rennen im Sommer weitgehend ausgeglichen. Seit Mitte Oktober konnten die Republikaner allerdings wieder aufholen und lagen vor den Wahlen in Umfragen in mehreren entscheidenden Bundesstaaten wieder vor den Demokraten. Politische Experten führten dies auf die hohe Inflation bzw. Lebenshaltungskosten und die Unzufriedenheit mit Präsident Biden zurück.

### Republikaner
Die republikanischen Amtsinhaber Roy Blunt (Missouri), Richard Burr (North Carolina), Jim Inhofe (Oklahoma), Rob Portman (Ohio), Richard Shelby (Alabama) und Pat Toomey (Pennsylvania) haben bekannt gegeben, nicht mehr erneut antreten zu wollen, was für die Demokraten in den betreffenden Staaten Chancen eröffnete, den Sitz zu erringen (wobei die Sitze in Alabama, Missouri und Oklahoma für die Republikaner als sehr sicher galten).
In Missouri komplizierte sich die Lage für die Republikaner, indem der skandalbehaftete ehemalige Gouverneur von Missouri, Eric Greitens, in den parteiinternen Vorwahlen führte. Laut Umfragen lag er aber gegen die demokratischen Kandidaten in der Hauptwahl nur gleichauf, während andere Republikaner gegen die Demokraten mit etwa 10 bis 15 Prozent Vorsprung vorne lagen. Letztendlich setzte sich Greitens in den Vorwahlen nicht durch, sondern Eric Schmitt – ein Verbleib des Sitzes bei den Republikanern wurde damit deutlich wahrscheinlicher.
In North Carolina und Ohio, welche 2016 und 2020 für Donald Trump gestimmt hatten, eröffnet sich für die Demokraten die Möglichkeit eines Sitzgewinns durch die Rücktritte der amtierenden Republikaner Richard Burr und Rob Portman – sowie aufgrund des zersplitterten Feldes bei den republikanischen Nachfolgekandidaten. In Ohio setzte sich bei den republikanischen Vorwahlen am 3. Mai der von Donald Trump unterstützte Autor J. D. Vance durch. In North Carolina konnte am 17. Mai der von Trump unterstützte Republikaner Ted Budd die Vorwahlen klar gewinnen. Bei den Demokraten hatten Tim Ryan und Cheri Beasley in den Vorwahlen dagegen nur mit wenig parteiinterner Konkurrenz zu rechnen: Ryan konnte die demokratischen Vorwahlen in Ohio mit ca. 70 Prozent der Stimmen gewinnen, Beasley in North Carolina mit mehr als 80 Prozent der Stimmen. Sowohl in North Carolina als auch in Ohio deuten die Umfragen vor der Wahl auf ein enges Rennen hin.
Ähnlich auch die Lage in Pennsylvania, wo nach dem Rücktritt von Senator Pat Toomey etwa ein Dutzend Republikaner in den Vorwahlen gegeneinander antraten, während bei den Demokraten John Fetterman als Favorit in die Hauptwahl im November ging. Fetterman konnte sich bei den demokratischen Vorwahlen am 17. Mai mit fast 60 Prozent der Stimmen deutlich durchsetzen, obwohl er wenige Tage davor einen Schlaganfall erlitt – was für seine Wählbarkeit bei der Hauptwahl im November noch für Diskussionen sorgte. Bei den Republikanern spitzte sich das Rennen am Ende auf den von Trump unterstützten TV-Arzt Mehmet Oz, den Unternehmer Dave McCormick und die Politkommentatorin Kathy Barnette zu. Auch mehr als eine Woche nach den republikanischen Vorwahlen am 17. Mai gab es noch keinen Sieger, da Oz nach Auszählung aller Wahlbezirke und dem Großteil der Briefwahl nur etwa 900 Stimmen, oder 0,1 Prozent, vor McCormick lag. Da zu diesem Zeitpunkt noch tausende Briefwahl-Stimmen ungezählt waren, entbrannte zwischen dem Oz-Lager und dem McCormick-Lager ein erbitterter Rechtsstreit, welche ausständigen Briefwahl-Stimmen zu werten sind bzw. welche nicht. Trump forderte seinen Kandidaten Oz auf, sich umgehend zum Wahlsieger zu erklären, und wiederholte seine nachweislich falschen Behauptungen nach seiner Wahlniederlage 2020 – dass die Briefwahl der Wahlfälschung diene und damit Oz der Sieg „gestohlen“ würde. Ein „Recount“ (eine Neuauszählung der Stimmen) wurde am 26. Mai von den Wahlbehörden in Pennsylvania beschlossen, dessen Ergebnis laut Wahlgesetz am 7. Juni feststehen muss. Noch vor Abschluss der Nachzählung gestand McCormick am 3. Juni seine Niederlage ein und sagte Oz seine volle Unterstützung für die Hauptwahl im November zu. Laut Umfragen im Oktober 2022 lag Fetterman nur noch knapp vor Oz, nachdem er über Monate hinweg deutlich vorne lag. Nach der einzigen TV-Debatte Ende Oktober, bei der die Folgen des Schlaganfalls von Fetterman deutlich erkennbar waren, übernahm Oz die Führung in den Umfragen – allerdings innerhalb der Schwankungsbreite.
Als gefährdet galt auch Ron Johnson (Wisconsin), da die Demokraten bei der Präsidentschaftswahl 2020 im Bundesstaat siegten. Johnson hat mit einem Kommentar im Wall Street Journal vom 9. Januar 2022 erklärt, zur Wahl anzutreten. Die Demokraten nominierten den Vizegouverneur von Wisconsin, Mandela Barnes. Nachdem beide Kandidaten in den Umfragen lange Zeit gleichauf lagen, zeigten mehrere Umfragen Mitte Oktober einen leichten Vorsprung für den Amtsinhaber.
In Florida galt der Republikaner Marco Rubio mit Stand März 2022 laut Umfragen als weitgehend ungefährdet. Aufgrund der klassischen Einordnung als „Swing State“ hätte sich die Ausgangslage in Florida laut Ansicht lokaler Medien im Laufe der Wahlkampagne dennoch zuspitzen können. Gegen Rubio trat die Demokratin Val Demings an.
Der 87-jährige Senator aus Iowa, Chuck Grassley, gab an, er würde trotz seiner Befürwortung von Amtszeitbegrenzungen erneut zur Wahl antreten. Grassley wäre am Ende seiner nächsten Amtszeit 95 Jahre alt und 70 Jahre lang gewählter Amtsträger. Für die Demokraten trat der ehemalige General Michael Franken an. Grassley führte in den Umfragen mit ca. 10 Prozent Vorsprung.
In Alaska wurde die Lage der Amtsinhaberin Lisa Murkowski dadurch komplizierter, dass sie im zweiten Amtsenthebungsverfahren für die Verurteilung Donald Trumps gestimmt hatte. Trump hatte deshalb als parteiinterne Gegenkandidatin Kelly Tshibaka empfohlen, und seine Empfehlung für die Wiederwahl von Gouverneur Mike Dunleavy davon abhängig gemacht, dass dieser Murkowski nicht empfehle. Anders als in fast allen anderen Bundesstaaten gibt es in Alaska keine parteiinternen Vorwahlen mehr, sondern lediglich eine Vorwahl für alle antretenden Kandidaten („jungle primary“), wobei sich die vier Kandidaten mit den meisten Stimmen für die Hauptwahl qualifizieren. Diese fand unter Anwendung von Instant-Runoff-Voting statt. In den Umfragen lag Murkowski nur knapp vor Tshibaka.
In zwei weiteren Bundesstaaten mit republikanischen Amtsinhabern zeichneten sich laut Umfragen von Mitte Oktober ungewöhnlich knappe Entscheidungen ab: sowohl in Indiana als auch in Utah lagen die Republikaner Todd Young und Mike Lee nur gleichauf bzw. knapp vor ihren Herausforderern. Gegen Young trat der Demokrat Thomas McDermott Jr. an, gegen Lee der Unabhängige Evan McMullin, der auch von der Demokratischen Partei in Utah unterstützt wurde. Anfang November konnte Lee seinen Vorsprung in Umfragen auf 10 bis 20 Prozentpunkte erhöhen. Daher galt Lee nicht weiter als gefährdet.

### Demokraten
Die demokratischen Senatoren Mark Kelly (Arizona) und Raphael Warnock (Georgia) hatten 2020/2021 die Wahlen für den Rest der Amtszeit ausgeschiedener Senatoren gewonnen, mussten aber 2022 erneut antreten, wenn sie für eine volle Amtsperiode gewählt werden wollen.
In beiden Staaten zeichneten sich knappe Ergebnisse ab, denn sowohl Arizona als auch Georgia gelten bei Präsidentenwahlen als Swing States und Kelly bzw. Warnock wurden bei den Senatswahlen 2020/2021 in beiden Staaten nur mit knappem Vorsprung gewählt. Gegen Kelly trat der von Trump unterstützte Republikaner Blake Masters an. Während Warnock die demokratischen Vorwahlen am 24. Mai mit mehr als 96 Prozent der Stimmen gewinnen konnte, setzte sich bei den Republikanern der ehemalige NFL-Spieler Herschel Walker mit ca. 70 Prozent der Stimmen durch.
In Kalifornien trat Alex Padilla an, der vom Gouverneur von Kalifornien als Nachfolger für Vizepräsidentin Kamala Harris ernannt worden war. Dazu wurden am Wahltag zeitgleich zwei Wahlen abgehalten: eine Sonderwahl, um die letzten Wochen der regulären Amtszeit von Kamala Harris zu besetzen, und die reguläre Wahl der Klasse III für eine Amtszeit von 6 Jahren. Gegen Padilla trat der Republikaner Mark Meuser an. Padilla lag in den Umfragen mehr als 20 Prozentpunkte vor Meuser.
Im November 2021 gab der demokratische Senator Patrick Leahy aus Vermont bekannt, nicht erneut bei den Wahlen 2022 anzutreten. Der Sitz galt dennoch als sehr sicher für die Demokraten. Der Demokrat Peter Welch trat gegen den Republikaner Gerald Malloy an.
Zwei weitere demokratische Senatorinnen galten laut Experten als „Wackelkandidatinnen“ bei der Wahl: in Nevada mit Senatorin Catherine Cortez Masto sowie in New Hampshire mit Senatorin Maggie Hassan könne es zu knappen Ergebnissen kommen, da beide Staaten als Swing States gelten. In Nevada lag Cortez Masto in einigen Umfragen hinter dem republikanischen Herausforderer, Adam Laxalt. In New Hampshire lag Hassan laut Umfragen zwar bis zu 5 Prozentpunkte vor dem Kandidaten der Republikaner, Don Bolduc, einige Umfragen sahen sie aber gegen den amtierenden republikanischen Gouverneur Chris Sununu hinten. Sununu hatte jedoch angekündigt, nicht für den US-Senat zu kandidieren.
Auch Colorado und Washington wurden von der Politik-Website „Real Clear Politics“ als potentiell umkämpft eingestuft, der demokratische Senator Michael Bennet (Colorado) lag aber in Umfragen mehr als 10 Prozentpunkte vor dem republikanischen Herausforderer Joe O’Dea. In Washington lag die Demokratin und Amtsinhaberin Patty Murray etwa 5 Prozentpunkte vor ihrer republikanischen Herausforderin Tiffany Smiley.

## Umfragen und Prognosen
| Institut                | Stand      | Demokraten | Republikaner | Offen |
| ----------------------- | ---------- | ---------- | ------------ | ----- |
| CNN                     | 07.11.2022 | 48         | 49           | 3     |
| Cook                    | 04.11.2022 | 47         | 49           | 4     |
| DDHQ                    | 05.11.2022 | 48         | 49           | 3     |
| FiveThirtyEight         | 07.11.2022 | 48         | 52           | 0     |
| Fox News                | 01.11.2022 | 47         | 49           | 4     |
| Inside                  | 03.11.2022 | 48         | 49           | 3     |
| JHK                     | 06.11.2022 | 49         | 51           | 0     |
| Politico                | 04.11.2022 | 46         | 48           | 6     |
| Race to the White House | 05.11.2022 | 48         | 49           | 3     |
| RCP                     | 01.11.2022 | 44         | 48           | 8     |
| Sabato                  | 07.11.2022 | 49         | 51           | 0     |

## Zur Wahl stehende Senatsposten der Bundesstaaten
In folgenden 34 Bundesstaaten sollte je ein Senator gewählt werden: Alabama, Alaska, Arizona, Arkansas, Colorado, Connecticut, Florida, Georgia, Hawaii, Idaho, Illinois, Indiana, Iowa, Kalifornien, Kansas, Kentucky, Louisiana, Maryland, Missouri, Nevada, New Hampshire, New York, North Carolina, North Dakota, Ohio, Oklahoma, Oregon, Pennsylvania, South Carolina, South Dakota, Utah, Vermont, Washington und Wisconsin. Durch den im Februar 2022 verkündeten Rücktritt des Republikaners Jim Inhofe aus Oklahoma kam dort eine außerordentliche Wahl über einen Nachfolger für dessen restliche Amtszeit zur regulären über den Sitz des Republikaners James Lankford hinzu.
| Staat                 | Amtsinhaber                | Ergebnis letzte Wahl | Erneuter Antritt Amtsinhaber | Kandidaten (nach Vorwahlen)                                                | Wahlsieger Wechsel D/R                  | Ergebnis |
| --------------------- | -------------------------- | -------------------- | ---------------------------- | -------------------------------------------------------------------------- | --------------------------------------- | -------- |
| Alabama               | Richard Shelby (R)         | 64,0 %               | nein                         | Katie Britt (R) Will Boyd (D)                                              | Katie Britt (R)                         | 66,8 %   |
| Alaska                | Lisa Murkowski (R)         | 44,4 %               | ja                           | Lisa Murkowski (R) Kelly Tshibaka (R) Buzz Kelley (R) Patricia Chesbro (D) | Lisa Murkowski (R)                      | 53,7 %   |
| Arizona               | Mark Kelly (D)             | 51,2 %               | ja                           | Mark Kelly (D) Blake Masters (R)                                           | Mark Kelly (D)                          | 51,8 %   |
| Arkansas              | John Boozman (R)           | 59,8 %               | ja                           | John Boozman (R) Natalie James (D)                                         | John Boozman (R)                        | 65,8 %   |
| Colorado              | Michael Bennet (D)         | 50,0 %               | ja                           | Michael Bennet (D) Joe O’Dea (R)                                           | Michael Bennet (D)                      | 55,2 %   |
| Connecticut           | Richard Blumenthal (D)     | 63,2 %               | ja                           | Richard Blumenthal (D) Leora Levy (R)                                      | Richard Blumenthal (D)                  | 57,5 %   |
| Florida               | Marco Rubio (R)            | 52,0 %               | ja                           | Marco Rubio (R) Val Demings (D)                                            | Marco Rubio (R)                         | 57,7 %   |
| Georgia               | Raphael Warnock (D)        | 51,0 %               | ja                           | Raphael Warnock (D) Herschel Walker (R)                                    | Raphael Warnock (D)                     | 51,4 %   |
| Hawaii                | Brian Schatz (D)           | 73,6 %               | ja                           | Brian Schatz (D) Bob McDermott (R)                                         | Brian Schatz (D)                        | 71,2 %   |
| Idaho                 | Mike Crapo (R)             | 66,1 %               | ja                           | Mike Crapo (R) David Roth (D)                                              | Mike Crapo (R)                          | 60,7 %   |
| Illinois              | Tammy Duckworth (D)        | 54,9 %               | ja                           | Tammy Duckworth (D) Kathy Salvi (R)                                        | Tammy Duckworth (D)                     | 55,9 %   |
| Indiana               | Todd Young (R)             | 52,1 %               | ja                           | Todd Young (R) Thomas McDermott Jr. (D)                                    | Todd Young (R)                          | 58,7 %   |
| Iowa                  | Chuck Grassley (R)         | 60,1 %               | ja                           | Chuck Grassley (R) Michael Franken (D)                                     | Chuck Grassley (R)                      | 56,1 %   |
| Kalifornien           | Alex Padilla (D)           | 61,6 %               | ja                           | Alex Padilla (D) Mark Meuser (R)                                           | Alex Padilla (D)                        | 59,8 %   |
| Kansas                | Jerry Moran (R)            | 62,2 %               | ja                           | Jerry Moran (R) Mark Holland (D)                                           | Jerry Moran (R)                         | 60,2 %   |
| Kentucky              | Rand Paul (R)              | 57,3 %               | ja                           | Rand Paul (R) Charles Booker (D)                                           | Rand Paul (R)                           | 61,8 %   |
| Louisiana             | John Kennedy (R)           | 60,7 %               | ja                           | John Kennedy (R) Gary Chambers (D) Luke Mixon (D) Syrita Steib (D)         | John Kennedy (R)                        | 61,6 %   |
| Maryland              | Chris Van Hollen (D)       | 60,9 %               | ja                           | Chris van Hollen (D) Chris Chaffee (R)                                     | Chris van Hollen (D)                    | 63,3 %   |
| Missouri              | Roy Blunt (R)              | 49,2 %               | nein                         | Eric Schmitt (R) Trudy Busch Valentine (D)                                 | Eric Schmitt (R)                        | 55,5 %   |
| Nevada                | Catherine Cortez Masto (D) | 47,1 %               | ja                           | Catherine Cortez Masto (D) Adam Laxalt (R)                                 | Catherine Cortez Masto (D)              | 48,8 %   |
| New Hampshire         | Maggie Hassan (D)          | 48,0 %               | ja                           | Maggie Hassan (D) Don Bolduc (R)                                           | Maggie Hassan (D)                       | 53,6 %   |
| New York              | Chuck Schumer (D)          | 70,6 %               | ja                           | Chuck Schumer (D) Joe Pinion (R)                                           | Chuck Schumer (D)                       | 56,4 %   |
| North Carolina        | Richard Burr (R)           | 51,1 %               | nein                         | Ted Budd (R) Cheri Beasley (D)                                             | Ted Budd (R)                            | 50,7 %   |
| North Dakota          | John Hoeven (R)            | 78,5 %               | ja                           | John Hoeven (R) Katrina Christiansen (D)                                   | John Hoeven (R)                         | 56,5 %   |
| Ohio                  | Rob Portman (R)            | 58,0 %               | nein                         | J. D. Vance (R) Tim Ryan (D)                                               | J. D. Vance (R)                         | 53,3 %   |
| Oklahoma              | James Lankford (R)         | 67,7 %               | ja                           | James Lankford (R) Madison Horn (D)                                        | James Lankford (R)                      | 64,3 %   |
| Oklahoma (Sonderwahl) | Jim Inhofe (R)             | 62,9 %               | nein                         | Markwayne Mullin (R) Kendra Horn (D)                                       | Markwayne Mullin (R)                    | 61,8 %   |
| Oregon                | Ron Wyden (D)              | 56,6 %               | ja                           | Ron Wyden (D) Jo Ray Perkins (R)                                           | Ron Wyden (D)                           | 56,0 %   |
| Pennsylvania          | Pat Toomey (R)             | 48,8 %               | nein                         | Mehmet Oz (R) John Fetterman (D)                                           | John Fetterman (D) (Wechsel von R zu D) | 51,0 %   |
| South Carolina        | Tim Scott (R)              | 60,6 %               | ja                           | Tim Scott (R) Krystle Matthews (D)                                         | Tim Scott (R)                           | 62,9 %   |
| South Dakota          | John Thune (R)             | 71,8 %               | ja                           | John Thune (R) Brian Bengs (D)                                             | John Thune (R)                          | 69,6 %   |
| Utah                  | Mike Lee (R)               | 68,2 %               | ja                           | Mike Lee (R) Evan McMullin (U)                                             | Mike Lee (R)                            | 54,7 %   |
| Vermont               | Patrick Leahy (D)          | 61,3 %               | nein                         | Peter Welch (D) Gerald Malloy (R)                                          | Peter Welch (D)                         | 68,5 %   |
| Washington            | Patty Murray (D)           | 58,8 %               | ja                           | Patty Murray (D) Tiffany Smiley (R)                                        | Patty Murray (D)                        | 57,1 %   |
| Wisconsin             | Ron Johnson (R)            | 50,2 %               | ja                           | Ron Johnson (R) Mandela Barnes (D)                                         | Ron Johnson (R)                         | 50,5 %   |

1. ↑  Die beiden Unabhängigen Angus King und Bernie Sanders stimmen mit den Demokraten. Damit erhalten die Demokraten eine Mehrheit im Senat. Die demokratische US-Senatorin Kyrsten Sinema trat am 9. Dezember 2022 aus der Partei aus und registrierte sich ebenfalls als parteiunabhängig, wird aber ähnlich wie King und Sanders weiter für die Demokraten in den Senatsausschüssen sitzen und meist mit ihnen stimmen. Damit stieg die Zahl der Unabhängigen auf 3 und die Demokraten sanken auf 48 Senatoren
2. ↑  Neben den Kandidaten der Demokraten und Republikaner traten in den meisten Staaten auch noch Kandidaten von Kleinparteien oder Unabhängige an. Von diesen Kandidaten kam jedoch laut Umfragen (außer Evan McMullin in Utah) keiner auf mehr als 10 Prozent. Diese sind daher in dieser Spalte nicht gelistet.
3. ↑  In Alaska treten die vier Kandidaten mit den meisten Stimmen aus der Vorwahl - unabhängig der Parteizugehörigkeit - bei der Hauptwahl gegeneinander an. Die Siegerin wird durch die Instant Runoff Voting-Methode ermittelt, die nur in Alaska zum Einsatz kommt. Buzz Kelley hat sich nach den Vorwahlen selbst aus dem Rennen genommen und seine Unterstützung für Kelly Tshibaka bekannt gegeben, sein Name bleibt aber auf dem Stimmzettel.
4. ↑  In Louisiana gibt es keine Vorwahlen. In der Hauptwahl treten alle Kandidaten unabhängig der Parteizugehörigkeit gegeneinander an. Falls kein Kandidat mehr als 50 Prozent der gültigen Stimmen erhalten hätte, fände am 10. Dezember eine Stichwahl zwischen den zwei Kandidaten mit den meisten Stimmen statt.
5. ↑  In Utah wurde der unabhängige Kandidat Evan McMullin von der Demokratischen Partei unterstützt. Die Demokraten stellten daher keinen eigenen Kandidaten auf.